# Alexandra M. Freund
Alexandra M. Freund (* 1964) ist eine schweizerisch-deutsche Psychologin. Sie ist Professorin für Entwicklungspsychologie mit Schwerpunkt auf Erwachsenenalter an der Universität Zürich.

## Leben und Wirken
Alexandra M. Freund begann ihre akademische Laufbahn mit einem Studium der Psychologie an der Freien Universität Berlin, das sie 1989 mit dem Diplom abschloss. Während ihres Studiums war sie von 1987 bis 1989 als studentische Hilfskraft im Bereich Gesundheitspsychologie tätig und arbeitete parallel als Forschungsassistentin an einem Projekt zur Prävention von Verhaltensstörungen bei Schulkindern.
Von 1990 bis 1993 war sie Doktorandin am Max-Planck-Institut für Bildungsforschung im Forschungsbereich Lebensspannenpsychologie unter der Leitung von Paul B. Baltes. Im Jahr 1993 wechselte sie als Post-Doktorandin an die Stanford University. 1994 promovierte sie an der Freien Universität Berlin mit einer Dissertation zum Thema „Wer bin ich? Inhalt, Struktur und Funktion der Selbstdefinition im höheren Alter“ und war anschließend bis 2002 als wissenschaftliche Mitarbeiterin am Max-Planck-Institut für Bildungsforschung im Forschungsbereich Entwicklungspsychologie tätig.
Im Jahr 2002 habilitierte sie sich an der Freien Universität Berlin mit der Arbeit „Die Rolle von Zielen für die Entwicklung“. 2003 nahm sie eine Position als Assistant Professor of Human Development, Learning Sciences und Psychologie an der Northwestern University in Evanston, USA, an und wurde im darauffolgenden Jahr zur Associate Professor of Human Development and Psychology befördert.
Seit 2005 ist sie Professorin und Inhaberin des Lehrstuhls „Entwicklungspsychologie: Erwachsenenalter“ am Psychologischen Institut der Universität Zürich.
In den Jahren 2007 bis 2018 war sie Gastwissenschaftlerin am Max-Planck-Institut für Bildungsforschung, Center for Lifespan Development, Berlin, am Center for the Study of Emotion & Attention, University of Florida, Gainesville, USA, am Columbia Aging Center, Columbia University, New York City, USA, am Deutschen Primatenzentrum (DPZ), Göttingen und an der University of Chicago, Booth School of Business, Illinois, USA.

## Arbeits- und Forschungsschwerpunkte
Alexandra M. Freund erforscht entwicklungsregulative Prozesse über die Lebensspanne und beschäftigt sich mit der Frage, wie individuelles Verhalten und Erleben über die Zeit gesteuert wird. Ein zentraler Fokus ihrer Arbeit liegt auf der Rolle von Zielen, die die Entwicklung beeinflussen, indem sie Verhalten organisieren und das individuelle Funktionsniveau mitbestimmen. Ihre Forschungsschwerpunkte umfassen die Prozesse der Entwicklungsregulation und der erfolgreichen Entwicklung, die Motivation im Lebensverlauf, die Entwicklung selbstbezogener Kognitionen und Emotionen sowie das lebenslange Lernen.

## Publikationen (Auswahl)
- mit Ulrich Mayr:  Do We Become More Prosocial as We Age, and if So, Why? In: Current Directions in Psychology. Band 29, 2020, S. 248–254.
- The bucket list effect: Why leisure goals are often deferred until retirement. In: American Psychologist. Band 75, 2020, S. 499–510.
- mit Andreas Keil: Adult age-related differences in appetitive and aversive associative learning. In: Emotion. Band 21(6), 2021, S. 1239–1251.
- mit Maria Hennecke, Veronika Brandstätter, Mike Martin, Steven M. Boker et al.: Motivation and healthy aging: A heuristic model. In: The Journals of Gerontology. 2021, S. 97–104.

## Mitgliedschaften
- Mitglied der Nationalen Akademie der Wissenschaften Leopoldina
- Mitglied der Wilhelm-Wundt-Gesellschaft

## Auszeichnungen
- 2015: Forschungspreis der Alexander-von-Humboldt-Stiftung